# Francisco de Asís Navarro Borrás
Francisco Navarro Borrás (Reus, 30 de enero de 1905-Madrid, 17 de agosto de 1974) fue un arquitecto y profesor universitario español.

## Biografía
Bachiller en Reus, comenzó estudios en la facultad de ciencias de la Universidad de Zaragoza y obtuvo una beca para estudiar química en París. Licenciado en ciencias químicas en 1926 por la Universidad de Barcelona, mientras estudiaba en la Escuela Superior de Arquitectura. Doctor en ciencias exactas en la Universidad de Madrid (1929).
En 1931 y 1932 siguió cursos de mecánica aplicada a la construcción y elasticidad en la Technische Hochschule de Charlottenburg. En 1927 fue auxiliar en la Facultad de Ciencias de la Universidad de Barcelona. En 1929 era catedrático de análisis matemático, y en 1930 catedrático de mecánica racional en la facultad de Ciencias de la Universidad de Madrid.
Tras el golpe de Estado de 1936 pasó a la zona sublevada. En 1938 fue elegido académico de la Real Academia de Ciencias Exactas, Físicas y Naturales, tomando posesión en agosto de 1939 con el discurso "Estudio de algunos tipos de ecuaciones integrales singulares.Fue vicepresidente de la Real Sociedad Matemática Española y miembro de la Real Academia de Ciencias y Artes de Barcelona.
En 1939 fue nombrado decano de la Facultad de Ciencias de la Universidad de Madrid, siendo arquitecto de los Ministerios de Instrucción Pública y de Justicia. Vinculado desde 1940 al Consejo Superior de Investigaciones Científicas, se relacionó con investigadores exiliados en un intento de conseguir aportaciones científicas del extranjero. Ocupó cargos diversos en la administración, como delegado en la Junta de Defensa Pasiva, y vocal en la Junta de Construcciones Civiles.

## Obras
- Curso general de matemáticas (Madrid, 1936)
- Problemas de matemáticas aplicadas a la física, a la química ya las ciencias naturales (Madrid, 1950)